# 水原川
水原川（みずはらがわ）は、福島県福島市、二本松市を流れる河川であり、一級水系阿武隈川の一次支流である。

## 概要
福島市南部、松川町水原の黒森山近くを水源とし、途中東八川、境川、駒寄川、払川などと合流して、福島市松川町沼袋と同市飯野町明治、二本松市の境で阿武隈川に合流する。福島市松川地区の中心部（福島市松川町）を流れ、山間部の上流域では福島県道52号土湯温泉線に沿う。境川と合流して以降、概ね福島市（旧信夫郡）と二本松市（旧安達郡）の境をなす。国道4号付近では福島市内を流れることになるが、ここは福島市松川町沼袋と同市松川町下川崎（旧安達郡から編入）の境目となる。福島市南部で最大規模の白鳥の飛来地としても知られており、家族連れやカメラマンで賑わう。もともとは松川と呼ばれており、松川町の町名の由来である。

## 主な支流
- 払川
  - 烏帽子森川
    - 山ノ入川

  - 左払川
- 駒寄川
- 境川 - 信夫郡と安達郡の郡境を成す。
  - 南沢川
- 東八川
- 藤入川

## 主な橋梁
下流より記載
水原川
- 松川橋（福島県道39号川俣安達線）
- 下田橋（福島県道39号川俣安達線）
- 下藤内橋（福島市道139号下川崎沼袋線）
- 御前橋（福島市道20377号戸ノ内下ノ原山線）
- 松陵橋（国道4号福島南バイパス）
- JR東北本線水原川橋梁
- 観音堂橋（福島県道147号松川渋川線）
- 冠木橋（福島市道20405号前原寺山前線）
- 土合橋（福島市道135号下中島仏明内線）
- 土合前橋（福島市道20738号土合前線）
- 桜内橋（福島市道20779号中桜内堂ノ前線）
- 松川橋（福島県道114号福島安達線）
- 天明橋（福島市道20929号中町下中島線 奥州街道）
  - 松川橋 - すぐ南に離接し水原川旧河道に架かる。福島市内で現存する最古の現役道路橋。
- 木戸内橋（福島市道20473号宿地町西町線）
- 竹ノ内橋（福島市道20474号赤貝森中島線）
- 熊ノ田橋（福島市道51号南沢小池線）
- 水原川橋（東北自動車道）
- 関根橋（福島市道137号関根障子線）
- 赤沼橋（福島市道20503号宮田弁天山線）
- 諏訪田橋（福島市道20510号宮田南沢線）
- 熊野橋（福島市道20513号上台前町田線）
- そぞろ橋（福島市道50号屋敷田南沢線）
- 鹿島橋（福島市道20515号極楽中屋敷線）
- 極楽橋（福島市道20517号三石極楽内線）
- 新田橋
- 与治内橋（福島市道20561号菅谷与治内線）
- 狼ヶ森橋（福島市道20525号狼ケ森笹平線）

払川
- 久保橋（福島市道20336号芳原久保線）
- 鍛冶屋橋（福島市道140号下田金山線）
- 梅田橋
- 沖中橋
- 岩倉橋
- 名目津橋（福島県道39号川俣安達線）
- 払川橋（国道4号福島南バイパス）
- JR東北本線払川橋梁
- 田子屋橋（福島県道147号松川渋川線）

境川
- 前田橋
- 角田橋
- （福島県道114号福島安達線）
- 信夫橋（福島市道20441号下中島信夫台線）
- 中田橋（福島市道20446号信夫台線）
- 境川橋（福島市道20442号古天神宿地町線）
- 宿地橋（福島市道20473号宿地町西町線）

## 周辺
- クマガイソウ群生地 - 藤入川流域にある全国でも珍しい群生地。